# RMS Adriatic (1907)
RMS Adriatic foi um navio de passageiros britânico operado pela White Star Line. Ele foi o quarto de um quarteto de navios batizados de The Big Four. O navio foi o único do quarteto a nunca conquistar o título de maior navio do mundo; no entanto, ele foi o mais rápido entre eles. O Adriatic foi o primeiro transatlântico a ter uma piscina coberta e um banho turco.
Ele foi construído nos estaleiros da Harland and Wolff e lançado ao mar em 20 de setembro de 1906 (no mesmo dia que o Mauretania da Cunard Line). Ele partiu em sua viagem inaugural em 8 de maio de 1907, deixando Liverpool com destino a Nova Iorque sob o comando do capitão Edward Smith. Seu itinerário foi alterado para Southampton após sua  viagem inaugural, inaugurando assim o serviço de Southampton da White Star. Ele foi a primeira embarcação a utilizar o cais recentemente construído em Southampton, chamado White Star Dock (que foi renomeado em 1922 para Ocean Dock). Ele serviu nesta rota até 1911, quando o Olympic o substituiu; o Adriatic retornou então a Liverpool. O Adriatic partiu de Liverpool em 18 de abril de 1912 e chegou a Nova Iorque em 27 de abril de 1912. Alguns passageiros e tripulantes resgatados do Titanic viajaram de volta à Grã-Bretanha a bordo dele, partindo de Nova Iorque em 2 de maio de 1912. Alguns dos passageiros a bordo incluíram o presidente da White Star Line, J. Bruce Ismay e Millvina Dean, a mais nova e última sobrevivente do desastre.
Durante a Primeira Guerra Mundial, o Adriatic serviu como navio de tropas e sobreviveu à guerra sem incidentes. Após o fim da guerra, ele retornou ao serviço de passageiros. Em 1933, ele foi retirado da rota do Atlântico Norte e convertido em cruzeiro.
Após o bem-sucedido "Cruzeiro da Paz" de 1933 no Báltico pelo Calgaric, os escoteiros e 
bandeirantes britânicos o alugaram para um cruzeiro similar no Mediterrâneo, sob o comando do capitão C.P. Freeman. O Adriatic partiu de Liverpool em 29 de março de 1934 e ligou Gibraltar, Villefranche, Malta, Argel e Lisboa.

## Destino
O Adriatic deixou Liverpool pela última vez em 19 de dezembro de 1934, em sua mais longa viagem, com destino a Onomichi, no Japão, onde foi totalmente desmontado e vendido como sucata.

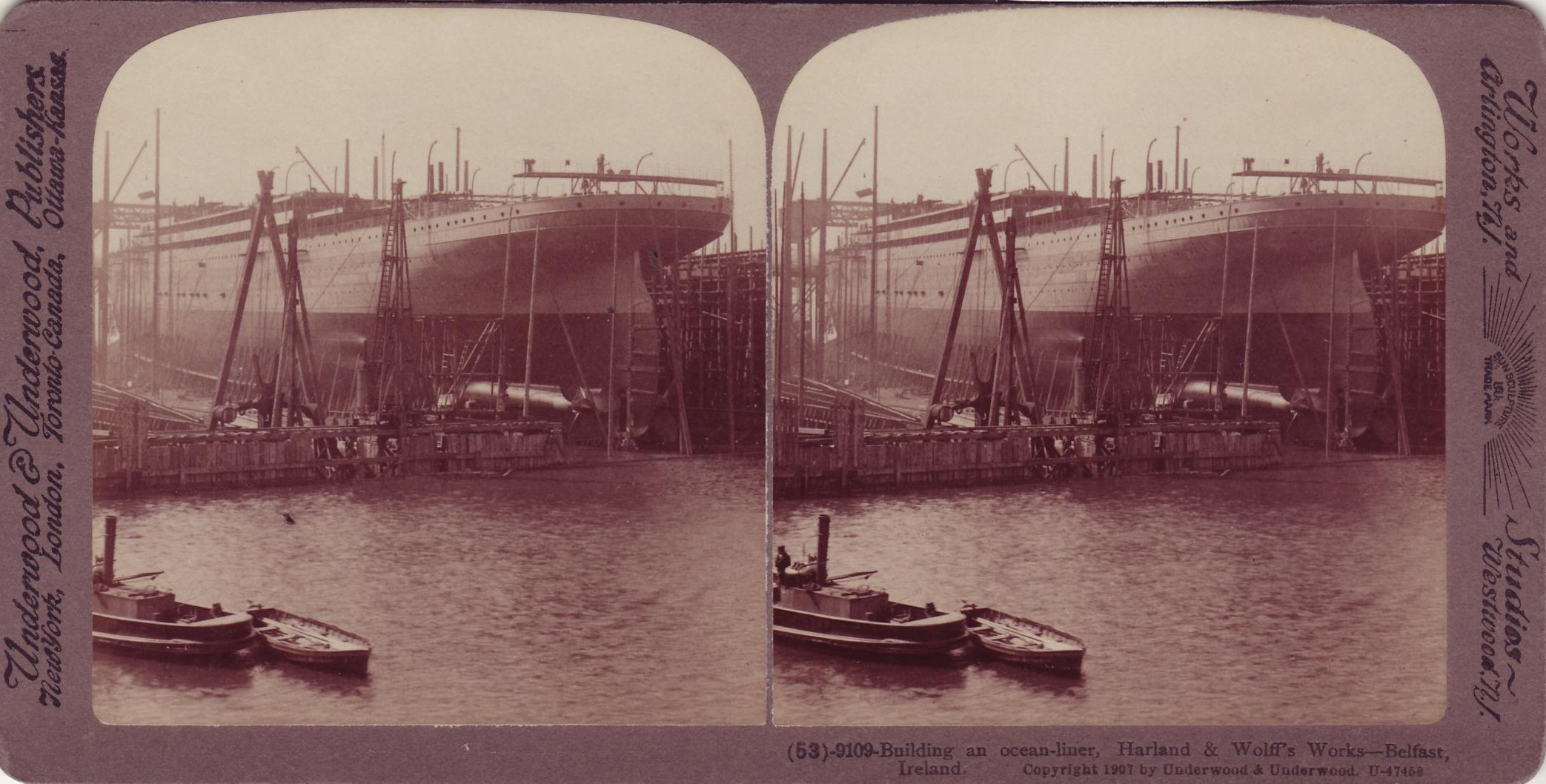
Adriatic pouco antes de seu lançamento em 1907.
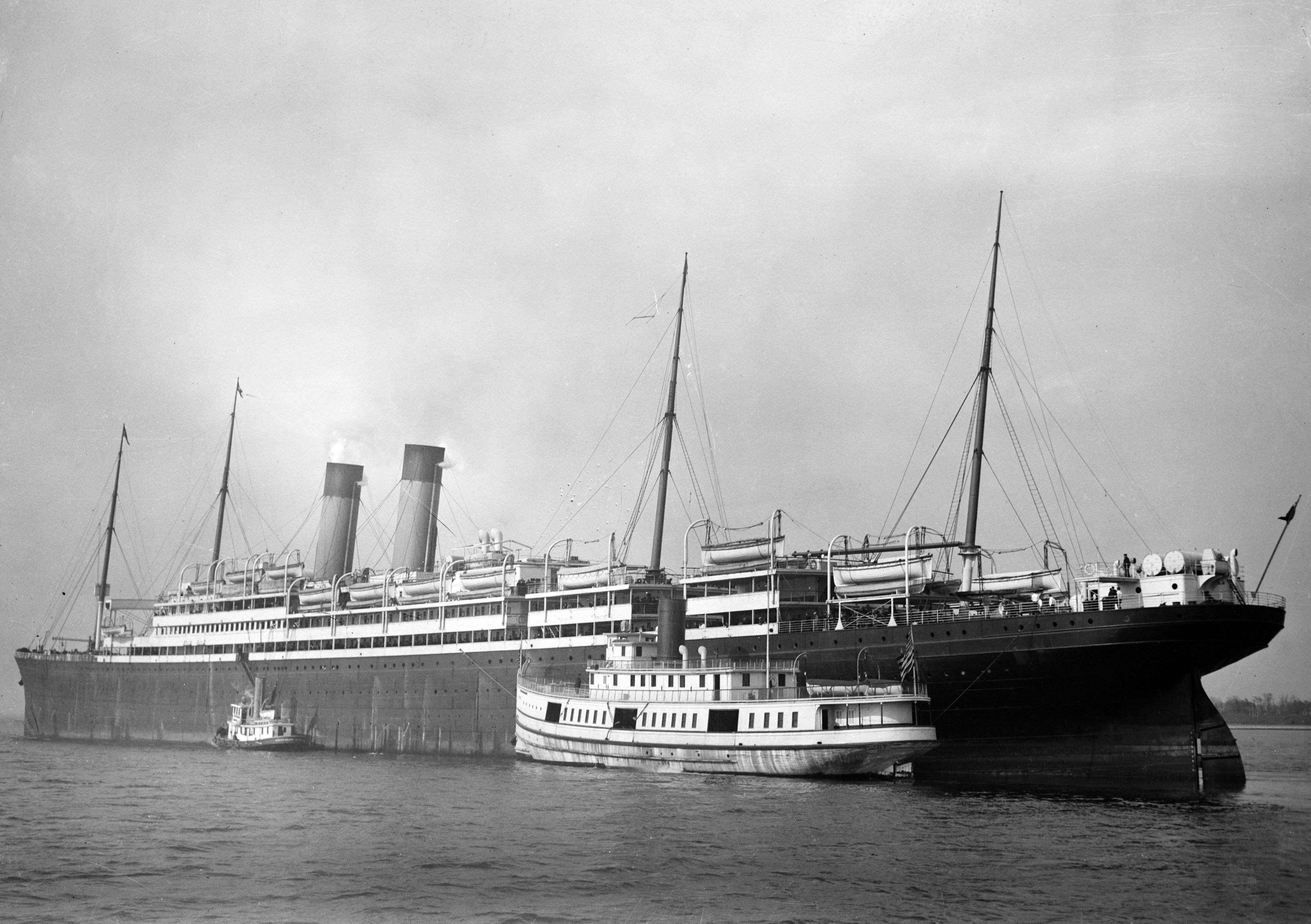
Adriatic visto da popa.
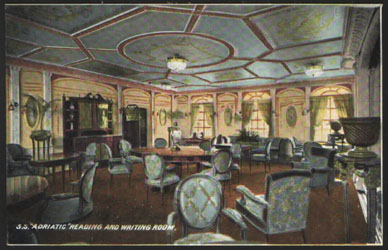
Sala de leitura e escrita do Adriatic.
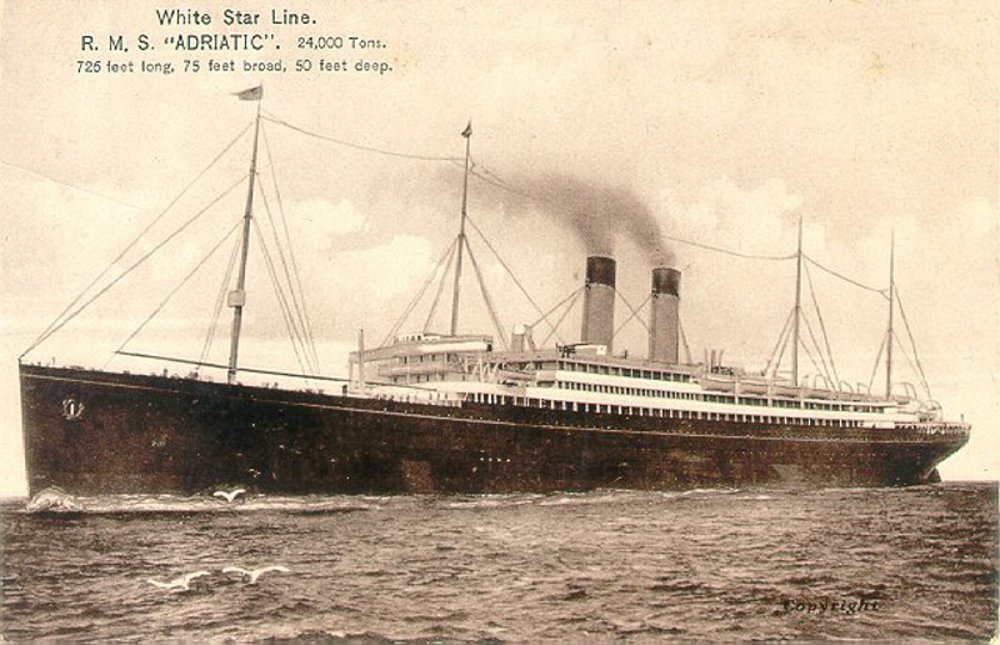
RMS ''Adriatic'' em um cartão postal.